# Omul din La Mancha (film)
Omul din La Mancha (în engleză Man of La Mancha) este o adaptare cinematografică din 1972 a musicalului de pe Broadway Man of La Mancha al lui Dale Wasserman⁠(d), cu muzică de Mitch Leigh⁠(d) și versuri de Joe Darion⁠(d). Musicalul a fost inspirat din romanul clasic Don Quijote al lui Miguel de Cervantes, dar mai direct de piesa de teatru non-muzicală de televiziune I, Don Quijote (1959) a lui Wasserman, care combină un episod semificțional din viața lui Cervantes cu scene din romanul său.
Deși finanțat de producătorul italian Alberto Grimaldi⁠(d) și filmat la Roma, filmul este vorbit și cântat în limba engleză, iar toți interpreții principali sunt fie britanici, fie americani, cu excepția Sophiei Loren. (Gino Conforti, interpretul bărbierului, este un american de origine italiană.) Filmul a fost lansat de United Artists și este cunoscut în Italia ca L'Uomo della Mancha.
Produs și regizat de Arthur Hiller, filmul îi are în distribuție pe Peter O'Toole în rolurile lui Miguel de Cervantes și Don Quijote, pe James Coco⁠(d) în rolul atât al servitorului lui Cervantes, cât și al „scutierului” lui Don Quijote, Sancho Panza⁠(d), și pe Sophia Loren în rolul bucătăresei și prostituatei Aldonza, pe care delirantul Don Quijote o idolatrizează ca Dulcineea⁠(d). Gillian Lynne⁠(d) a organizat și pus în scenă coregrafia și scenele de luptă.

## Distribuție
- Peter O'Toole (cântă Simon Gilbert⁠(d)) — Don Quijote de La Mancha / Miguel de Cervantes / Alonso Quijano
- Sophia Loren — Dulcineea / Aldonza
- James Coco⁠(d) — Sancho Panza / servitorul lui Cervantes
- Harry Andrews (cântă Brian Blessed⁠(d)) — hangiul / guvernatorul
- John Castle⁠(d) — Sanson Carrasco / ducele
- Ian Richardson⁠(d) — preotul
- Brian Blessed⁠(d) — Pedro
- Julie Gregg⁠(d) — Antonia Quijano
- Rosalie Crutchley⁠(d) — menajera
- Gino Conforti⁠(d) — bărbierul
- Marne Maitland⁠(d) — căpitanul Gărzii
- Dorothy Sinclair — soția hangiului
- Miriam Acevedo — Fermina

## Recepție
Pe site-ul Rotten Tomatoes filmul are un rating de aprobare de 47% pe baza a 15 recenzii critice.

## Premii și nominalizări
Nominalizări
- Premiul Oscar pentru cea mai bună coloană sonoră – Laurence Rosenthal
- Premiul Globul de Aur pentru cel mai bun actor – film muzical sau comedie – Peter O'Toole
- Premiul Globul de Aur pentru cel mai bun actor în rol secundar – film – James Coco

Premii
- Premiul National Board of Review of Motion Pictures pentru cel mai bun actor - Peter O'Toole (și pentru The Ruling Class⁠(d)). În plus, consiliul a ales Omul din La Mancha drept unul dintre cele mai bune zece filme ale anului 1972.